# Kastanjefjällskivling
Kastanjefjällskivling (Lepiota castanea) är en svampart som beskrevs av Quél. 1881. Kastanjefjällskivling ingår i släktet Lepiota och familjen Agaricaceae.  Arten är reproducerande i Sverige. Inga underarter finns listade i Catalogue of Life. Precis som många andra svampar i släktet Lepiota, innehåller kastanjefjällskivlingen amatoxiner. Förtäring av svampen kan ha dödlig utgång.

I den svenska databasen Dyntaxa används istället namnet Lepiota ignicolor för samma taxon.  Arten är reproducerande i Sverige.

## Källor

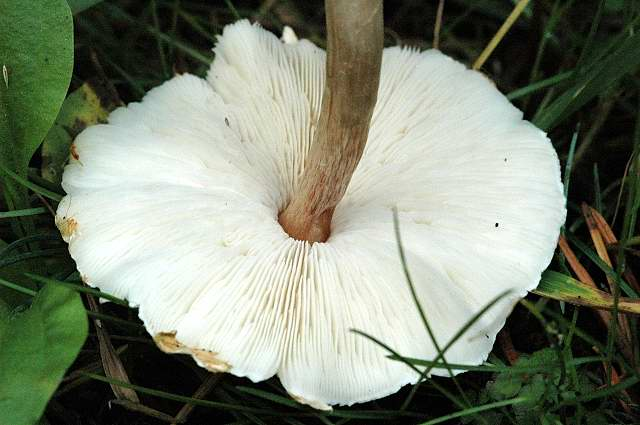